# L'albero dei desideri (film 1977)
L'albero dei desideri (Georgiano: ნატვრის ხე, Natvris khe; Russo: Древо желания, Drevo zhelanija) è un film del 1977 diretto da Tengiz Abuladze. 
Dopo La supplica (1967), fu il secondo film della trilogia che aveva inaugurato la maturità artistica del regista (Pentimento, nel 1984, chiuderà il trittico).

## Trama
In un villaggio georgiano, alla vigilia della Rivoluzione, ogni giorno ancora si officiano i riti di una vita ancestrale, sorretta, regolata e scandita dai ritmi di una tradizione incontestabile. In questa cornice, tuttavia, si agita una realtà più complessa, quella dei sognatori, degli illusi, dei folli, che rompono, da emarginati, la monolitica identità corale della maggioranza. Così, in angusti spazi, sembra germinare, seppur bandita dal mondo delle cose tangibili, una salvifica illusione di libertà: potrà sopravvivere?